# Carodnia vieirai
O Carodnia vieirai é uma espécie extinta de mamífero, pertencente à ordem Xenungulata. Media cerca de 2,20 metros de comprimento, pesava em média 400 quilos e viveu na época imediatamente após a extinção dos dinossauros.
Foram encontrados fósseis desse animal no Brasil, mais precisamente Bacia de Itaboraí, a cerca de 30 km da capital fluminense. Segundo o Departamento de Geologia da Universidade Federal do Rio de Janeiro, ele era "um animal gigante para época, porque era mais ou menos dez vezes maior do que a maioria dos da época. Era um animal grande, mas dócil. (…) Era um animal herbívoro, como a maioria dos mamíferos da América do Sul". Outros fósseis desses animais foram identificados somente na Patagônia.